# 崔寿峰
崔寿峰（1921年—2001年8月12日），艺名崔峰，男，朝鲜族，吉林和龙人，中国曲艺演员、作家。